# Karmacode
«Karmacode» — четвертий студійний альбом італійського готичного альт-метал-гурту Lacuna Coil. Реліз відбувся 31 березня 2006 року.

## Список композицій
| #   | Назва                                                 | Тривалість |
| --- | ----------------------------------------------------- | ---------- |
| 1.  | «Fragile»                                             | 4:26       |
| 2.  | «To the Edge»                                         | 3:22       |
| 3.  | «Our Truth»                                           | 4:03       |
| 4.  | «Within Me»                                           | 3:39       |
| 5.  | «Devoted»                                             | 3:52       |
| 6.  | «You Create»                                          | 1:32       |
| 7.  | «What I See»                                          | 3:41       |
| 8.  | «Fragments of Faith»                                  | 4:10       |
| 9.  | «Closer»                                              | 3:02       |
| 10. | «In Visible Light»                                    | 3:59       |
| 11. | «The Game»                                            | 3:32       |
| 12. | «Without Fear»                                        | 3:59       |
| 13. | «Enjoy the Silence» (кавер-версія гурту Depeche Mode) | 4:05       |

| Японське видання (бонусні треки) | Японське видання (бонусні треки) | Японське видання (бонусні треки) |
| #                                | Назва                            | Тривалість                       |
| -------------------------------- | -------------------------------- | -------------------------------- |
| 14.                              | «Without a Reason»               | 4:51                             |
| 15.                              | «Virtual Environment»            | 5:24                             |
| 16.                              | «Swamped (акустика)»             | 3:40                             |

## Чарти
| Чарт (2006)                              | Місце |
| ---------------------------------------- | ----- |
| Австрія Ö3 Austria Top 40                | 52    |
| Канада Canadian Albums Chart (Billboard) | 72    |
| Нідерланди Dutch Albums (MegaCharts)     | 86    |
| Європейський Союз European Albums Chart  | 38    |
| Фінляндія Finnish Albums Chart           | 40    |
| Франція French Albums Chart              | 54    |
| Німеччина German Albums Chart            | 43    |
| Греція Greek Albums Chart                | 21    |
| Ірландія Irish Albums (IRMA)             | 98    |
| Італія Italian Albums (FIMI)             | 17    |
| Японія Japanese Albums Chart (Oricon)    | 139   |
| Велика Британія UK Albums Chart          | 47    |
| США Billboard 200                        | 28    |

## Учасники запису
Lacuna Coil
- Андреа Ферро — чоловічий вокал
- Крістіна Скаббіа — жіночий вокал
- Марко «Маус» Біацці — електрогітара
- Крістіано «Піцца» Мігліоре — ритм-гітара
- Марко Коті Зелаті — бас-гітара, клавішні
- Крістіано «КріЦ» Моццаті — барабани, ударні